# Cypra subnudata
Cypra subnudata är en fjärilsart som beskrevs av Walker 1865. Cypra subnudata ingår i släktet Cypra och familjen mätare. Inga underarter finns listade i Catalogue of Life.